# Nancy Eisenberg
Nancy Eisenberg   (1950) és una psicòloga i professora de l'Arizona State University. S'ha especialitzat en la investigació sobre el desenvolupament moral, psicosocial i emocional.
Va estudiar a la universitat de Califòrnia, Berkeley, el 1976, va obtenir un doctorat en psicologia clínica. És professora al departament de psicologia de la universitat d'Arizona. Des del curs 1991-1992 també n'és catedràtica.

## Especialitat i camps d'investigació
Els seus treballs d'investigacions parlen del desenvolupament social, emocional i moral, en particular de les autoregulacions i de l'ajust socio-emocional. Ha publicat estudis empírics, llibres i ha col·laborat en llibres escrits col·lectivament.
Titus Graig Steven subratlla, sobre el camp d'estudi d'Eisenberg, que «és el raonament orientat cap al vessant social qui es basa i suporta en un plantajement del desenvolupament segons l'edat», el que segons ell, és important, ja que té més flexibilitat que les teories establertes per Lawrence Kohlberg.

## Activitats institucionals i editorials
Ha estat presidenta de la Western Psychological Association, de la 7a divisió de l'Associació Americana de Psicologia, i presidenta de l'Associació de Ciències Psicològiques durant els anys 2014-2015. També ha estat redactora en cap de la revista Psychological Bulletin i ha dirigit l'edició del tercer volum del llibre Handbook of Child Psychology. Al 2006, funda la revista Child Development Perspectives de la Society for Research in Child Development.

## Premis i distincions
- Premi d'investigació atorgat pels instituts nacionals de salut NICHD i NiMH.[9]
- 2007 : premi Ernest R. Hilgard per les seves contribucions en psicologia general, sobretot la que va ser realitzada a la "divisió 1", per l'Associació americana de psicologia.
- 2008 : Distinció a la contribució científica, societat internacional per l'estudi del desenvolupament cognitiu.
- 2009 : premi G. Stanley Hall, divisió 7 de la APA (Associació Americana de Psicologia)
- 2011 : premi William James Fellow, Association for Psychological Science

## Publicacions
- The Roots of Prosocial Behavior in Children, amb Paul H. Mussen, Cambridge University Press, 1989.
- Empathy and its Development, amb Janet Strayer, Cambridge University Press, 1990, 406 pàg.
- Handbook of Child Psychology. Social, Emotional and Personality Development, amb William Damon, robatori.3, John Wiley & Sons, 1998.
- The Development of Prosocial BEhavior, Academic Press,22 octubre 2013, pàg. 401
- How children develop, amb Robert S. Siegler & Judy S. DeLoache, Worth Publishers, 2003 (ISBN 9781572592490).